# Piotr ze Sieny
Piotr ze Sieny, również Piotr Grzebieniarz, wł. Pier Pettinaio (ur. w Campi k. Sieny, zm. 4 grudnia 1289) – włoski tercjarz franciszkański (OFS), mistyk, błogosławiony katolicki.
Był wytwórcą i sprzedawcą grzebieni, stąd jego przydomek "Pettinaio" (Grzebieniarz). Po zawarciu małżeństwa złożył, wraz z żoną, śluby czystości. 
Uczestniczył we mszach i nabożeństwach. Wspomagał biednych i  usługiwał chorym w szpitalu. Rozdał majątek i wstąpił do III Zakonu św. Franciszka z Asyżu. Po śmierci żony poświęcił się bez reszty służbie ubogim i chorym.
Pielgrzymował do Rzymu, Asyżu i Alwerni. W czasie modlitwy kontemplacyjnej miewał stany mistyczne. Gdy zapadł na zdrowiu, sieneńscy franciszkanie pozwoli mu na zamieszkanie w klasztorze. Tutaj prowadził jeszcze bardziej ascetyczny tryb życia, odzywał się jedynie z konieczności.
W ikonografii przedstawiany jest z palcem na ustach, a biografowie nazywają go "Milczącym świętym".
Zmarł 4 grudnia 1289 roku.
W 1602 roku papież Pius VII zatwierdził formularz mszalny ku jego czci.
Jego wspomnienie liturgiczne obchodzone jest w dies natalis (4 grudnia).